# Déimaque fils d'Éléon
Pour les articles homonymes, voir Déimaque.
Dans la mythologie grecque, Déimaque (en grec ancien Δηίμαχος) est un fils d’Éléon roi de la ville homonyme en Béotie qui accompagna Héraclès dans son expédition contre Troie. Il y rencontre Glaucia, la fille du dieu-fleuve Scamandre, qui tomba amoureuse du héros. Elle se retrouva enceinte, mais Déimaque périt en combattant les Troyens. Craignant que l’on ne découvre son état, Glaucia se réfugia auprès d’Héraclès, qui la prit sous sa protection. Elle donna naissance à un fils, nommé Scamandre, et Héraclès les ramena tous deux à Eléon où Scamandre devenu adulte succéda à son grand-père.